# Thignonville
Thignonville és un municipi francès, situat al departament del Loiret i a la regió de Centre – Vall del Loira. L'any 2007 tenia 324 habitants.

## Demografia

### Població
El 2007 la població de fet de Thignonville era de 324 persones. Hi havia 120 famílies, de les quals 16 eren unipersonals (8 homes vivint sols i 8 dones vivint soles), 44 parelles sense fills i 60 parelles amb fills.
La població ha evolucionat segons el següent gràfic:
Habitants censats

### Habitatges
El 2007 hi havia 133 habitatges, 119 eren l'habitatge principal de la família, 10 eren segones residències i 4 estaven desocupats. Tots els 133 habitatges eren cases. Dels 119 habitatges principals, 109 estaven ocupats pels seus propietaris, 8 estaven llogats i ocupats pels llogaters i 2 estaven cedits a títol gratuït; 12 tenien tres cambres, 35 en tenien quatre i 72 en tenien cinc o més. 93 habitatges disposaven pel capbaix d'una plaça de pàrquing. A 47 habitatges hi havia un automòbil i a 67 n'hi havia dos o més.

### Piràmide de població
La piràmide de població per edats i sexe el 2009 era:
| Homes | Edats   | Dones |
| ----- | ------- | ----- |
| 0     | 95 o +  | 0     |
| 4     | 90 a 94 | 0     |
| 0     | 85 a 89 | 4     |
| 0     | 80 a 84 | 0     |
| 0     | 75 a 79 | 8     |
| 8     | 70 a 74 | 8     |
| 0     | 65 a 69 | 8     |
| 8     | 60 a 64 | 4     |
| 0     | 55 a 59 | 8     |
| 12    | 50 a 54 | 8     |
| 16    | 45 a 49 | 8     |
| 16    | 40 a 44 | 20    |
| 12    | 35 a 39 | 12    |
| 8     | 30 a 34 | 16    |
| 16    | 25 a 29 | 8     |
| 9     | 20 a 24 | 4     |
| 24    | 15 a 19 | 28    |
| 4     | 10 a 14 | 4     |
| 16    | 5 a 9   | 16    |
| 8     | 0 a 4   | 4     |

## Economia
El 2007 la població en edat de treballar era de 221 persones, 177 eren actives i 44 eren inactives. De les 177 persones actives 162 estaven ocupades (91 homes i 71 dones) i 15 estaven aturades (7 homes i 8 dones). De les 44 persones inactives 10 estaven jubilades, 18 estaven estudiant i 16 estaven classificades com a «altres inactius».

### Ingressos
El 2009 a Thignonville hi havia 124 unitats fiscals que integraven 341 persones, la mediana anual d'ingressos fiscals per persona era de 19.381 €.

### Activitats econòmiques
Dels 10 establiments que hi havia el 2007, 1 era d'una empresa extractiva, 1 d'una empresa de fabricació d'altres productes industrials, 5 d'empreses de construcció, 2 d'empreses de comerç i reparació d'automòbils i 1 d'una empresa de transport.
Dels 4 establiments de servei als particulars que hi havia el 2009, 1 era una fusteria i 3 lampisteries.
L'únic establiment comercial que hi havia el 2009 era una botiga de roba.
L'any 2000 a Thignonville hi havia 10 explotacions agrícoles que ocupaven un total de 900 hectàrees.

## Poblacions més properes
El següent diagrama mostra les poblacions més properes.